# Single numer jeden w roku 2016 (Japonia)
Notowanie Weekly Singles Chart (jap. 週間シングルチャート Shūkan Shinguru Chāto) przedstawia najlepiej sprzedające się single w Japonii. Publikowane jest ono przez magazyn Oricon Style, a dane kompletowane są przez Oricon w oparciu o cotygodniowe wyniki sprzedaży fizycznej singli. Poniżej znajdują się tabele prezentujące najpopularniejsze single w danych tygodniach w roku 2016.
Notowanie Billboard Japan Hot 100 przedstawia najpopularniejsze single w Japonii. Publikowane jest ono przez magazyn Billboard i Hanshin Contents Link, a dane kompletowane są w oparciu o sprzedaż CD singli (udostępniane przez SoundScan Japan), częstotliwość emitowania piosenek na antenach japońskich stacji radiowych (udostępniane przez firmę Plantech), dane sprzedaży w sklepach internetowych oraz dane sprzedaży z iTunes Japan. Od grudnia 2013 roku Billboard dodało dwa dodatkowe czynniki do listy Japan Hot 100: tweety odnoszące się do utworów z danych Twittera zebrane przez NTT DATA, jak również dane pochodzące z Gracenote – ile razy dana płyta została włożona do komputera.

## Oricon Weekly Singles Chart
| Data            | Singel | Wykonawca                    | Źródło |
| --------------- | --- | ---------------------------- | ------ |
| 4 stycznia      | „Kuchibiru ni Be My Baby” (jap. 唇にBe My Baby)                                                                                               | AKB48                        | [ 1 ]  |
| 11 stycznia     | „Tsumetai kaze to kataomoi/ENDLESS SKY/One and Only” (jap. 冷たい風と片思い/ENDLESS SKY/One and Only)                                         | Morning Musume. ’15          | [ 2 ]  |
| 18 stycznia     | „BOYMEN NINJA” | Boys and Men                 | [ 3 ]  |
| 25 stycznia     | „Hane” (jap. 羽) | Kōshi Inaba                  | [ 4 ]  |
| 1 lutego        | „Hikari no shizuku/Touch” (jap. ヒカリノシズク/Touch)                                                                                         | NEWS                         | [ 5 ]  |
| 8 lutego        | „G4・IV” | GLAY                         | [ 6 ]  |
| 15 lutego       | „Wanna be!” | Boys and Men                 | [ 7 ]  |
| 22 lutego       | „TRAGEDY” | KAT-TUN                      | [ 8 ]  |
| 29 lutego       | „Sakura Night Fever/Chotto guchoku ni! Chototsu mōshin/Osu! Kobushi tamashii” (jap. 桜ナイトフィーバー/チョット愚直に!猪突猛進/押忍!こぶし魂) | Kobushi Factory              | [ 9 ]  |
| 7 marca         | „Fukkatsu LOVE” (jap. 復活LOVE) | Arashi                       | [ 10 ] |
| 14 marca        | „UNLOCK” | KAT-TUN                      | [ 11 ] |
| 21 marca        | „Kimi wa Melody” (jap. 君はメロディー) | AKB48                        | [ 12 ] |
| 28 marca        | „Gravity” | Kis-My-Ft2                   | [ 13 ] |
| 4 kwietnia      | „Harujion ga sakukoro” (jap. ハルジオンが咲く頃)                                                                                              | Nogizaka46                   | [ 14 ] |
| 11 kwietnia     | „Chicken LINE” (jap. チキンLINE) | SKE48                        | [ 15 ] |
| 18 kwietnia     | „Silent Majority” (jap. サイレントマジョリティー)                                                                                             | Keyakizaka46                 | [ 16 ] |
| 25 kwietnia     | „74 okubun no 1 no kimi e” (jap. 74億分の1の君へ)                                                                                             | HKT48                        | [ 17 ] |
| 2 maja          | „Gyakuten Winner” (jap. 逆転Winner) | Johnny’s West                | [ 18 ] |
| 9 maja          | „Amakami hime” (jap. 甘噛み姫) | NMB48                        | [ 19 ] |
| 16 maja         | „Shōri no hi made” (jap. 勝利の日まで) | Sexy Zone                    | [ 20 ] |
| 23 maja         | „Shinken SUNSHINE” (jap. 真剣SUNSHINE) | Hey! Say! JUMP               | [ 21 ] |
| 30 maja         | „I seek/Daylight” | Arashi                       | [ 22 ] |
| 6 czerwca       | „I seek/Daylight” | Arashi                       | [ 23 ] |
| 13 czerwca      | „Tsubasa wa iranai” (jap. 翼はいらない) | AKB48                        | [ 24 ] |
| 20 czerwca      | „Beautiful World” | V6                           | [ 25 ] |
| 27 czerwca      | „L.U.V” | BTOB                         | [ 26 ] |
| 4 lipca         | „THE IDOLM@STER CINDERELLA GIRLS STARLIGHT MASTER 03 Hi-Fi☆Days” (jap. THE IDOLM@STER CINDERELLA GIRLS STARLIGHT MASTER 03 ハイファイ☆デイズ) | The Cinderella Project       | [ 27 ] |
| 11 lipca        | „Namida” (jap. 涙) | GENERATIONS from EXILE TRIBE | [ 28 ] |
| 18 lipca        | „Tsumi to natsu” (jap. 罪と夏) | Kanjani ∞                    | [ 29 ] |
| 25 lipca        | „Koi o shiranai kimi e” (jap. 恋を知らない君へ)                                                                                               | NEWS                         | [ 30 ] |
| 1 sierpnia      | „Bara to taiyō” (jap. 薔薇と太陽) | KinKi Kids                   | [ 31 ] |
| 8 sierpnia      | „Hadashi de Summer” (jap. 裸足でSummer) | Nogizaka46                   | [ 32 ] |
| 15 sierpnia     | „Boku wa inai” (jap. 僕はいない) | NMB48                        | [ 33 ] |
| 22 sierpnia     | „Sekai ni wa ai shika nai” (jap. 世界には愛しかない)                                                                                          | Keyakizaka46                 | [ 34 ] |
| 29 sierpnia     | „Kin no ai, gin no ai” (jap. 金の愛、銀の愛)                                                                                                  | SKE48                        | [ 35 ] |
| 5 września      | „Sha la la☆Summer Time” | Kis-My-Ft2                   | [ 36 ] |
| 12 września     | „LOVE TRIP/Shiawase o wakenasai” (jap. LOVE TRIP/しあわせを分けなさい)                                                                        | AKB48                        | [ 37 ] |
| 19 września     | „Saikō kayo” (jap. 最高かよ) | HKT48                        | [ 38 ] |
| 26 września     | „Power of the Paradise” | Arashi                       | [ 39 ] |
| 3 października  | „WILD WILD WILD” | EXILE THE SECOND             | [ 40 ] |
| 10 października | „DUMB & DUMBER” | iKON                         | [ 41 ] |
| 17 października | „Another Starting Line” | Hi-STANDARD                  | [ 42 ] |
| 24 października | „Panorama” (jap. パノラマ) | Kanjani ∞                    | [ 43 ] |
| 31 października | „Yobisute” (jap. よびすて) | Sexy Zone                    | [ 44 ] |
| 7 listopada     | „Fantastic Time” | Hey! Say! JUMP               | [ 45 ] |
| 14 listopada    | „Michi wa tezukara yume no hana” (jap. 道は手ずから夢の花)                                                                                    | KinKi Kids                   | [ 46 ] |
| 21 listopada    | „Sayonara no imi” (jap. サヨナラの意味) | Nogizaka46                   | [ 47 ] |
| 28 listopada    | „High Tension” (jap. ハイテンション) | AKB48                        | [ 48 ] |
| 5 grudnia       | „Sexy Cat no enzetsu/Mukidashi de mukiatte/Sō ja nai” (jap. セクシーキャットの演説/ムキダシで向き合って/そうじゃない)                         | Morning Musume. ’16          | [ 49 ] |
| 12 grudnia      | „Futari Saison” (jap. 二人セゾン) | Keyakizaka46                 | [ 50 ] |
| 19 grudnia      | „NOROSHI” (jap. サイレントマジョリティー) | Kanjani ∞                    | [ 51 ] |
| 26 grudnia      | „Give Me Love” | Hey! Say! JUMP               | [ 52 ] |

## BillboardJapan Hot 100
| Data            | Singel                                                               | Wykonawca                    | Źródło  |
| --------------- | -------------------------------------------------------------------- | ---------------------------- | ------- |
| 4 stycznia      | „Christmas Song” (jap. クリスマスソング)                             | back number                  | [ 53 ]  |
| 11 stycznia     | „Torisetsu” (jap. トリセツ)                                          | Kana Nishino                 | [ 54 ]  |
| 18 stycznia     | „BOYMEN NINJA”                                                       | Boys and Men                 | [ 55 ]  |
| 25 stycznia     | „Hane” (jap. 羽)                                                     | Kōshi Inaba                  | [ 56 ]  |
| 1 lutego        | „Hikari no shizuku” (jap. ヒカリノシズク)                            | NEWS                         | [ 57 ]  |
| 8 lutego        | „AGEHA”                                                              | GENERATIONS from EXILE TRIBE | [ 58 ]  |
| 15 lutego       | „Wanna be!”                                                          | Boys and Men                 | [ 59 ]  |
| 22 lutego       | „TRAGEDY”                                                            | KAT-TUN                      | [ 60 ]  |
| 29 lutego       | „Ashita e no tegami” (jap. 明日への手紙)                             | Aoi Teshima                  | [ 61 ]  |
| 7 marca         | „Fukkatsu LOVE” (jap. 復活LOVE)                                      | Arashi                       | [ 62 ]  |
| 14 marca        | „UNLOCK”                                                             | KAT-TUN                      | [ 63 ]  |
| 21 marca        | „Kimi wa Melody” (jap. 君はメロディー)                               | AKB48                        | [ 64 ]  |
| 28 marca        | „Gravity”                                                            | Kis-My-Ft2                   | [ 65 ]  |
| 4 kwietnia      | „Harujion ga sakukoro” (jap. ハルジオンが咲く頃)                     | Nogizaka46                   | [ 66 ]  |
| 11 kwietnia     | „Chicken LINE” (jap. チキンLINE)                                     | SKE48                        | [ 67 ]  |
| 18 kwietnia     | „Silent Majority” (jap. サイレントマジョリティー)                    | Keyakizaka46                 | [ 68 ]  |
| 25 kwietnia     | „74 okubun no 1 no kimi e” (jap. 74億分の1の君へ)                    | HKT48                        | [ 69 ]  |
| 2 maja          | „Gyakuten Winner” (jap. 逆転Winner)                                  | Johnny’s West                | [ 70 ]  |
| 9 maja          | „Amakami hime” (jap. 甘噛み姫)                                       | NMB48                        | [ 71 ]  |
| 16 maja         | „Shōri no hi made” (jap. 勝利の日まで)                               | Sexy Zone                    | [ 72 ]  |
| 23 maja         | „Shinken SUNSHINE” (jap. 真剣SUNSHINE)                               | Hey! Say! JUMP               | [ 73 ]  |
| 30 maja         | „I seek”                                                             | Arashi                       | [ 74 ]  |
| 6 czerwca       | „Boku no namae o” (jap. 僕の名前を)                                  | back number                  | [ 75 ]  |
| 13 czerwca      | „Tsubasa wa iranai” (jap. 翼はいらない)                              | AKB48                        | [ 76 ]  |
| 20 czerwca      | „Beautiful World”                                                    | V6                           | [ 77 ]  |
| 27 czerwca      | „L.U.V”                                                              | BTOB                         | [ 78 ]  |
| 4 lipca         | „Hi-Fi☆Days” (jap. ハイファイ☆デイズ)                                | The Cinderella Project       | [ 79 ]  |
| 11 lipca        | „Namida” (jap. 涙)                                                   | GENERATIONS from EXILE TRIBE | [ 80 ]  |
| 18 lipca        | „Tsumi to natsu” (jap. 罪と夏)                                       | Kanjani ∞                    | [ 81 ]  |
| 25 lipca        | „Koi o shiranai kimi e” (jap. 恋を知らない君へ)                      | NEWS                         | [ 82 ]  |
| 1 sierpnia      | „Bara to taiyō” (jap. 薔薇と太陽)                                    | KinKi Kids                   | [ 83 ]  |
| 8 sierpnia      | „Hadashi de Summer” (jap. 裸足でSummer)                              | Nogizaka46                   | [ 84 ]  |
| 15 sierpnia     | „Boku wa inai” (jap. 僕はいない)                                     | NMB48                        | [ 85 ]  |
| 22 sierpnia     | „Sekai ni wa ai shika nai” (jap. 世界には愛しかない)                 | Keyakizaka46                 | [ 86 ]  |
| 29 sierpnia     | „Kin no ai, gin no ai” (jap. 金の愛、銀の愛)                         | SKE48                        | [ 87 ]  |
| 5 września      | „Sha la la☆Summer Time”                                              | Kis-My-Ft2                   | [ 88 ]  |
| 12 września     | „LOVE TRIP”                                                          | AKB48                        | [ 89 ]  |
| 19 września     | „Saikō kayo” (jap. 最高かよ)                                         | HKT48                        | [ 90 ]  |
| 26 września     | „Power of the Paradise”                                              | Arashi                       | [ 91 ]  |
| 3 października  | „Zenzenzense” (jap. 前前前世)                                        | RADWIMPS                     | [ 92 ]  |
| 10 października | „DUMB & DUMBER”                                                      | iKON                         | [ 93 ]  |
| 17 października | „Another Starting Line”                                              | Hi-STANDARD                  | [ 94 ]  |
| 24 października | „Koi” (jap. 恋)                                                      | Gen Hoshino                  | [ 95 ]  |
| 31 października | „Koi” (jap. 恋)                                                      | Gen Hoshino                  | [ 96 ]  |
| 7 listopada     | „Fantastic Time”                                                     | Hey! Say! JUMP               | [ 97 ]  |
| 14 listopada    | „PPAP (Pen Pineapple Apple Pen)” (jap. ペンパイナッポーアッポーペン) | Piko Tarō                    | [ 98 ]  |
| 21 listopada    | „Sayonara no imi” (jap. サヨナラの意味)                              | Nogizaka46                   | [ 99 ]  |
| 28 listopada    | „High Tension” (jap. ハイテンション)                                 | AKB48                        | [ 100 ] |
| 5 grudnia       | „Koi” (jap. 恋)                                                      | Gen Hoshino                  | [ 101 ] |
| 12 grudnia      | „Futari Saison” (jap. 二人セゾン)                                    | Keyakizaka46                 | [ 102 ] |
| 19 grudnia      | „Koi” (jap. 恋)                                                      | Gen Hoshino                  | [ 103 ] |
| 26 grudnia      | „Koi” (jap. 恋)                                                      | Gen Hoshino                  | [ 104 ] |